# Mike Crombeen
Michael Joseph „Mike“ Crombeen (* 16. April 1957 in Sarnia, Ontario) ist ein ehemaliger kanadischer Eishockeyspieler, der im Verlauf seiner aktiven Karriere zwischen 1973 und 1985 unter anderem 502 Spiele für die Cleveland Barons, St. Louis Blues und Hartford Whalers in der National Hockey League (NHL) auf der Position des rechten Flügelstürmers bestritten hat. Sein Sohn Brandon war ebenfalls professioneller Eishockeyspieler.

## Karriere
Crombeen verbrachte seine Juniorenzeit zwischen 1973 und 1976 bei den Kingston Canadians in der Ontario Hockey Association (OHA) bzw. Ontario Major Junior Hockey League (OMJHL). Dort entwickelte sich der Stürmer zu einem der besten Spieler seines Jahrgangs und wurde in den Jahren 1976 und 1977 jeweils in Second All-Star Team der OMJHL gewählt. Nach insgesamt 343 Scorerpunkten in 363 Einsätzen wurde Crombeen schließlich im NHL Amateur Draft 1977 an fünfter Gesamtposition von den Cleveland Barons aus der National Hockey League (NHL) sowie im WHA Amateur Draft 1977 an vierter Gesamtposition von den Edmonton Oilers aus der World Hockey Association (WHA) ausgewählt.
Auf der Suche nach Erfolgen setzten die Barons ihren Nachwuchsstürmer gleich zu Beginn der Saison 1977/78 in der NHL ein, mussten aber alsbald feststellen, dass dieser Schritt für den 20-Jährigen noch zu früh kam. Schließlich beendete er die Spielzeit in den Minor Leagues, wo er bei den Binghamton Dusters in der American Hockey League und bei den Salt Lake Golden Eagles in der Central Hockey League (CHL) zu Einsätzen kam. Durch die Auflösung des Franchises der Cleveland Barons im Juni 1978 wurde der Kanadier im NHL Dispersal Draft 1978 ungeschützt gelassen und somit von den St. Louis Blues ausgewählt. Auch bei den Blues konnte Crombeen die in ihn gesetzten Erwartungen in den folgenden fünf Spielzeiten bis zum Sommer 1983 nicht erfüllen und erreichte nur einmal mehr als 25 Scorerpunkte.
In der Folge wurde Crombeen im Kader der Blues entbehrlich und daher im NHL Waiver Draft im Oktober 1983 von den Hartford Whalers ausgewählt. Dort absolvierte er die beiden letzten NHL-Spielzeiten und beendete seine Karriere im August 1985 aufgrund anhaltender Knie- und Rückenbeschwerden im Alter von 28 Jahren.

## Erfolge und Auszeichnungen
- 1976 OMJHL Second All-Star Team
- 1977 Teilnahme am OMJHL All-Star Game
- 1977 OMJHL Second All-Star Team

## Karrierestatistik
(Legende zur Spielerstatistik: Sp oder GP = absolvierte Spiele; T oder G = erzielte Tore; V oder A = erzielte Assists; Pkt oder Pts = erzielte Scorerpunkte; SM oder PIM = erhaltene Strafminuten; +/− = Plus/Minus-Bilanz; PP = erzielte Überzahltore; SH = erzielte Unterzahltore; GW = erzielte Siegtore; 1 Play-downs/Relegation; Kursiv: Statistik nicht vollständig)